# Earl Barrett
Earl Delisser Barrett (ur. 28 kwietnia 1967 w Rochdale) – piłkarz angielski grający na pozycji prawego obrońcy. W swojej karierze rozegrał 3 mecze w reprezentacji Anglii.

## Kariera klubowa
Karierę piłkarską Barrett rozpoczął w Manchesterze City. W sezonie 1985/1986 zadebiutował w nim w Division One, ale jeszcze w trakcie sezonu został wypożyczony do Chesteru City. Wiosną 1986 wywalczył z nim awans z Division Four do Division Three. Latem wrócił do Manchesteru i w sezonie 1986/1987 wystąpił w nim w dwóch meczach ligowych. W 1987 roku odszedł do grającego w Division Two, Oldham Athletic. W sezonie 1990/1991 awansował z Oldham do Division One. W Oldham występował do połowy sezonu 1991/1992.
Zimą 1992 Barrett przeszedł do Aston Villi. W Aston Villi zadebiutował 29 lutego 1992 roku w przegranym 0:2 wyjazdowym meczu z Manchesterem City. W sezonie 1992/1993 wywalczył z Aston Villą wicemistrzostwo Anglii, a w sezonie 1993/1994 zdobył z klubem z Birmingham Puchar Ligi Angielskiej.
Zimą 1995 roku Barrett został zawodnikiem Evertonu. W klubie z Liverpoolu swój debiut zanotował 1 lutego 1995 w przegranym 0:2 wyjazdowym meczu z Newcastle United. W maju 1995 zdobył z Evertonem Puchar Anglii.
W styczniu 1998 roku Barrett został wypożyczony do Sheffield United, w którym zadebiutował 17 stycznia 1998 w zwycięskim 1:0 domowym spotkaniu z Wolverhampton Wanderers. W Sheffield United grał przez pół roku.
Latem 1998 Barrett został zawodnikiem Sheffield Wednesday. W nim swój debiut zaliczył 28 lutego 1999 w przegranym 0:3 wyjazdowym meczu z Derby County. Po sezonie 1998/1999 zakończył karierę piłkarską.
| Sezon   | Klub                | Kraj   | Rozgrywki      | Mecze | Bramki |
| ------- | ------------------- | ------ | -------------- | ----- | ------ |
| 1985/86 | Manchester City     | Anglia | Division One   | 1     | 0      |
| 1985/86 | Chester City        | Anglia | Division Four  | 12    | 0      |
| 1986/87 | Manchester City     | Anglia | Division One   | 2     | 0      |
| 1987/88 | Oldham Athletic     | Anglia | Division Two   | 18    | 0      |
| 1988/89 | Oldham Athletic     | Anglia | Division Two   | 44    | 0      |
| 1989/90 | Oldham Athletic     | Anglia | Division Two   | 46    | 2      |
| 1990/91 | Oldham Athletic     | Anglia | Division Two   | 46    | 3      |
| 1991/92 | Oldham Athletic     | Anglia | Division One   | 29    | 2      |
| 1991/92 | Aston Villa         | Anglia | Division One   | 13    | 0      |
| 1992/93 | Aston Villa         | Anglia | Premier League | 42    | 1      |
| 1993/94 | Aston Villa         | Anglia | Premier League | 39    | 0      |
| 1994/95 | Aston Villa         | Anglia | Premier League | 25    | 0      |
| 1994/95 | Everton             | Anglia | Premier League | 17    | 0      |
| 1995/96 | Everton             | Anglia | Premier League | 8     | 0      |
| 1996/97 | Everton             | Anglia | Premier League | 36    | 0      |
| 1997/98 | Everton             | Anglia | Premier League | 13    | 0      |
| 1997/98 | Sheffield United    | Anglia | Division One   | 5     | 0      |
| 1998/99 | Sheffield Wednesday | Anglia | Premier League | 10    | 0      |

## Kariera reprezentacyjna
W 1990 roku Barrett rozegrał 3 mecze w reprezentacji Anglii U-21. W dorosłej reprezentacji zadebiutował 3 czerwca 1991 roku w wygranym 1:0 towarzyskim meczu z Nową Zelandią, rozegranym w Auckland. Od 1991 do 1993 roku rozegrał w kadrze narodowej 3 mecze.
| Mecze i gole w reprezentacji | Mecze i gole w reprezentacji | Mecze i gole w reprezentacji  | Mecze i gole w reprezentacji | Mecze i gole w reprezentacji | Mecze i gole w reprezentacji | Mecze i gole w reprezentacji |
| #                            | Data                         | Stadion                       | Rywal                        | Wynik                        | Gol                          | Rozgrywki                    |
| 1991                         | 1991                         | 1991                          | 1991                         | 1991                         | 1991                         | 1991                         |
| ---------------------------- | ---------------------------- | ----------------------------- | ---------------------------- | ---------------------------- | ---------------------------- | ---------------------------- |
| 1.                           | 03.06.1991                   | Auckland, Nowa Zelandia       | Nowa Zelandia                | 1:0                          | 0                            | towarzyski                   |
| 1993                         |                              |                               |                              |                              |                              |                              |
| 2.                           | 13.06.1993                   | Waszyngton, Stany Zjednoczone | Brazylia                     | 1:1                          | 0                            | USA Cup 1993                 |
| 3.                           | 19.06.1993                   | Pontiac, Stany Zjednoczone    | Niemcy                       | 1:2                          | 0                            | USA Cup 1993                 |